# فضاء الإلحاق
في الرياضيات، يعتبر فضاء الإلحاق (أو فضاء الإرفاق) بنية شائعة في علم الطوبولوجيا يتم من خلالها إرفاق فضاء طوبولوجي واحد بآخر أو «لصقه» به. بشكل أكثر تحديدًا، دعنا نرمز للفضاءات الطوبولوجية بالرموز X وY على أن يشير الرمز A إلى فضاء جزئي من الفضاء الطوبولوجي Y. ولنفترض أن f : A → X تمثل خريطة مستمرة (يطلق عليها خريطة الإرفاق). ومن أشكال فضاء الإلحاق X ∪f Y ويتم تحقيق ذلك من خلال أخذ الاتحاد المنفصل للفضاء الطوبولوجي X وY ومن خلال تحديد x بـ f(x) لكل x موجودة في A. وللتعبير عن ذلك بطريقة تخطيطية،
{\displaystyle X\cup _{f}Y=(X\amalg Y)/\{f(A)\sim A\}.}
في بعض الأحيان، تتم كتابة الإلحاق بهذا الشكل {\displaystyle X+\!_{f}\,Y}. وبمجرد رؤية هذه المعادلة، سوف نعتقد بديهيًا أن Y تبدو وكأنها ملصوقة بـ X عبر الخريطة f.
وباعتبارها مجموعة، تتكون X ∪f Y من اتحاد منفصل من X و(Y − A). ومع ذلك، يتم تحديد الطوبولوجيا بواسطة التركيبة الناتجة. وفي حالة ما إذا كانت A تمثل فضاءً جزئيًا مغلقًا للفضاء الطوبولوجي Y، فمن الممكن أن يتبين للمرء أن الخريطة X → X ∪f Y هي خريطة تضمين مغلقة وأن (Y − A) → X ∪f Y عبارة عن خريطة تضمين مفتوحة.

## أمثلة
- يرد مثال شائع لفضاء الإلحاق عندما تكون Y عبارة عن n-كرة فراغية (مغلقة أو خلوية) وعندما تمثل A حدود هذه الكرة الفراغية، (n−1)-الكرة. وعلى نحو استقرائي يعتبر إرفاق الخلايا مع حدودها الكروية بهذا الفضاء مثالًا على مركب سي دبليو (CW complex).
- تستخدم فضاءات الإلحاق أيضًا لتحديد النواتج المتصلة من الأشكال متعددة التشعب. وهنا، يمكنك إزالة الكرات الفراغية المفتوحة من X وY قبل إرفاق الحدود الخاصة بالكرات الفراغية التي تمت إزالتها على طول خريطة الإرفاق.
- إذا كان A يمثل فضاءً له نقطة واحدة، فبالتالي يكون الإلحاق ناتجًا ثابتًا لكل من X وY.
- إذا كان A يمثل فضاءً له نقطة واحدة، فبالتالي يكون الإلحاق حاصل قسمة Y/A.

## الوصف التصنيفي
تعتبر بنية الإرفاق مثالًا على دمج المجموع في التصنيف الخاص بالفضاءات الطوبولوجية. وهذا يعني أن فضاء الإلحاق يعتبر عامًا فيما يتعلق بـ المخطط التبادلي: التالي
وهنا تعتبر i هي خريطة التضمين وφX, φY تمثل الخرائط التي تم الحصول عليها من الخريطة الناتجة إلى جانب الإدخالات البيانية في الاتحاد المنفصل لـ X وY. كما يمكن إنشاء معادلة عامة أخرى من خلال استبدال i بخريطة مستمرة تقديرية g &mdash; وينتج عنها بناء مماثل. وبالعكس، إذا كانت f كذلك مضمنة، فتقوم تركيبة الإرفاق بلصق X وY معًا على طول الفضاء الجزئي المشترك الخاص بهما.